# Uakari šarlatolící
Uakari šarlatolící (Cacajao calvus), známý též pod názvy červenolící, červený nebo stromový, je středně velký primát obývající tropické deštné lesy v Brazílii, Peru a Kolumbii. V roce 2004 jej Světový odpor pro ochranu druhů (IUCN) zařadil do kategorie téměř ohrožených druhů, za což může především masivní ztráta přirozeného biomu a v mnoha lokalitách i průběžné pronásledování a lov.

## Popis
Nejnápadnějším znakem této opice je lysý obličej s růžovou až sytě rudou barvou. Čím tmavší má obličej barvu, tím je jedinec zdravější, čehož se samice drží při hledání partnera v období rozmnožování. Zbarvení dlouhé a husté srsti se liší podle poddruhů (viz níže) od nažloutlé až po rudě hnědou. V poměru se svým tělem má zvláště krátký a tlustý ocas, který dorůstá sotva 15 cm. Jinak dorůstá velikosti max. 57 cm a váží kolem 1,5–3 kg.

## Chování

Je aktivní přes den, kdy tráví většinu času na zemi, občas i na stromech, kde vyhledává potravu, která je tvořena především semeny, ovocem, květy, hmyzem a malými obratlovci. Noci tráví vysoko ve větvích stromů, kde je ve větším bezpečí. Žije ve smíšených skupinách tvořených obvykle 5 až 30 jedinci, občas se však počet uakarů v jedné skupině může vyšplhat až na 100 jedinců. Často můžeme tyto skupiny vidět společně s jinými primáty, např. kotuly veverovitými (Saimiri sciureus). Uakari šarlatolící se rozmnožuje v rozmezí mezi říjnem a květnem, přičemž samice produkuje pronikavý pach, kterým láká samce. Po 182 denní březosti rodí jedno mládě, které odstavuje kolem pátého měsíce života. V přírodě se může dožít až 20 let.

## Poddruhy
Rozeznáváme u něj celkem čtyři poddruhy, z nichž je každý zařazen do kategorie zranitelných poddruhů:
- Uakari bílý (Cacajao calvus calvus) obývající severozápadní Brazílii.
- Uakari zlatý (Cacajao calvus ucayalii) obývající hranici mezi Peru a Brazílie.
- Uakari červený (Cacajao calvus rubicundus) obývající hranici mezi Kolumbií a Peru.
- Uakari světlohřbetý (Cacajao calvus novaesi) obývající Brazílii.